# Delta Tao Software
Delta Tao Software est un éditeur et un développeur de jeux vidéo et de logiciels informatiques basé aux États-Unis fondé en 1990.

## Produits

### Logiciels
Delta Tao Software est un pionnier dans le développement de programmes de dessin, notamment sur Mac OS avec Color MacCheese (premier logiciel permettant d'utiliser des couleurs 24-bit), Monet ou Zeus.

### Jeux vidéo
- 1984 : Strategic Conquest (version 4.0 pour Mac OS)
- 1990 : Spaceward Ho!
- 1994 : Color Dark Castle
- 1998 : Clan Lord (premier MMORPG sous Mac OS)
- 2000 : Eric's Ultimate Solitaire